# Barbro Åsman
Barbro Åsman, född 1948, är en svensk partikelfysiker.
Åsman disputerade 1985 vid Stockholms universitet, där hon senare blivit professor emerita i elementarpartikelfysik.
Hon ledde det svenska konsortium som deltar med försök vid partikelacceleratorn Tevatron vid Fermilab. Hon har också arbetat med experimentet ATLAS vid CERN.

## Utmärkelser och akademiledmotskap
- H.M. Konungens medalj i guld av 8:e storleken med Serafimerordens band (Kong:sGM8mserafb 2021) för betydelsefulla insatser inom forskning och forskningssamarbete i fysik[4]
- Ledamot av Kungliga Vetenskapsakademien (LVA 2007)[3]